# August Heissmeyer
August Heissmeyer (Aerzen, 11 gennaio 1897 – Schwäbisch Hall, 16 gennaio 1979) è stato un generale tedesco delle SS durante il periodo nazista. Ha comandato l'ufficio principale delle SS nel 1935-1939. Dopo la seconda guerra mondiale, Heissmeyer fu processato e condannato come "grande delinquente nazista".

## Biografia

### Primi anni
Dopo aver terminato la scuola, Heissmeyer si arruolò nell'esercito prussiano. Nella prima guerra mondiale, era un ufficiale di fanteria e ricevette la Croce di Ferro di prima classe per il coraggio. Dopo aver abbandonato gli studi, è stato assunto come insegnante di guida. Nel 1923 entrò in contatto per la prima volta con il partito nazista, al quale aderì nel 1925. All'inizio del 1926, Heissmeyer si unì alle Sturmabteilung (SA) dove fu responsabile della costruzione della SA-Gausturm Hannover-Süd, e per un certo periodo fu il Gauleiter facente funzione. Nel 1940 Heissmeyer, precedentemente sposato con sei figli in custodia, sposò Gertrud Scholtz-Klink, la Reichsfrauenführerin che aveva avuto due precedenti matrimoni.

### Carriera
Heissmeyer si unì alla Schutzstaffel (SS) nel gennaio 1930. Dal 1932, Heissmeyer fu assegnato all'Ufficio principale delle SS, diventandone il leader nel 1935 e sollevando Heinrich Himmler da quella specifica posizione. Il 9 novembre 1936, Heissmeyer fu promosso SS-Obergruppenführer e ispettore degli istituti politici nazionali di educazione. Nel 1939, Heissmeyer fu nominato SS Oberabschnittsleiter "Est" e nel 1940 come HSSPF Spree, dove era responsabile dell'area di Berlino-Brandeburgo.
August Heissmeyer ha assunto il comando della SS Totenkopf Standarte nel 1940 dall'uscente Theodor Eicke, che nel 1939 aveva iniziato a comandare una divisione da combattimento delle SS (3. SS-Panzerdivision "Totenkopf") e quindi ha restituito la sua supervisione sui campi di concentramento all'ufficio principale della direzione delle SS. Heissmeyer è stato provvisoriamente responsabile di questo ufficio fino al maggio 1942. Richard Glücks ha assunto la posizione, ed è diventato il capo dell'Ispettorato dei campi di concentramento. Nell'aprile 1945, Heissmeyer ricevette il comando del Kampfgruppe "Heissmeyer", una raccolta di milizia Volkssturm e Gioventù hitleriana a cui fu affidato il compito di proteggere l'aeroporto di Spandau fuori Berlino.

## Processo e condanna
Il 29 febbraio 1948, Heissmeyer fu arrestato dalle autorità francesi vicino a Tubinga e processato il mese successivo. Ha scontato 18 mesi di carcere prima di essere rilasciato nel 1949. L'anno successivo, è stato condannato dalla corte d'appello di denazificazione a tre anni di reclusione e alla confisca dei beni come "grande delinquente nazista". Anche suo nipote Kurt Heissmeyer, medico delle SS, è stato condannato.
Dopo il suo rilascio, Heissmeyer andò a vivere a Schwäbisch Hall e divenne il direttore dell'impianto di imbottigliamento della Coca-Cola della Germania occidentale. Morì il 16 gennaio 1979, cinque giorni dopo il suo 82º compleanno.